# Франскильоны
Франскильоны (фр. Les fransquillons; нидерл. Franskiljons; букв. «французишки») — франкоязычное этнокультурное меньшинство в истории Бельгийского королевства и особенно городского населения Фландрии XIX—XX веков, долгое время составлявшее экономическую и интеллектуальную элиту региона. Со второй половины XX века, с ростом фламандского национализма, многие франскильоны, оставшиеся во Фландрии, стали скрывать свою приверженность ко французскому языку и культуре, и ныне всё чаще называют себя франко-фламандскими билингвами. 
Впрочем, в городах прилегающих к современной языковой границе, таких Тонгерен (Тонгр) и Синт-Трёйден (Сен-Трон) многие франкофоны проживают со времён римского правления и являются, таким образом, потомками исконного галло-романского населения, а не недавно офранцуженными буржуа. Об этом свидетельствует, к примеру, Галло-романский музей Тонгерена, открытый в 1954 году. В некоторых приграничных городах и муниципалитетах Фландрии (например, в Ронзе—Рёне) франкофоны имеют языковые льготы.

## История
Франскильонами называли этнических фламандцев, которые перешли на некогда престижный французский язык в ущерб родным диалектам нидерландского языка, чтобы приблизиться к королевскому двору, подняться по карьерной лестнице или добиться мировой известности. Особенно это касалось группы фламандских писателей, пишущих на французском языке. Община франскильонов занимала ключевые позиции в экономике, культуре и литературе Фландрии конца XIX века. Основными культурными центрами общины стали крупные города Фландрии — Гент, Кортрейк, Брюгге, Антверпен и, конечно же, столица страны — Брюссель. Если в первых четырёх городах их было не более 5—10 % населения, то галлизация Брюсселя приняла необратимый характер даже после фиксации языковых границ и введения нидерландского одноязычия во Фландрии, которое нанесло существенный удар по общине. Дело в том, что дети франскильонов обычно воспитывались в исключительно франкоязычной среде, и их критическая масса достигла определённого уровня именно в столице начала XX века.
Исторических франскильонов не стоит путать с современным франкоязычным меньшинством Фландрии, которое не признаётся фламандским правительством. Между франскильонами и этими франкофонами существует определённая связь, однако последняя группа численностью около 150 тыс. чел. — это продукт относительно недавнего процесса субурбанизации Брюсселя, сжатого со всех сторон фламандской территорией.

## Знаменитые франскильоны
- Эразм-Луи Сюрлет де Шокье — регент королевства Бельгия 1830—1831 гг[2].
- Верхарн, Эмиль — писатель.
- Метерлинк, Морис — поэт, драматург и философ.
- Роденбах, Жорж — писатель.
- Лилар, Сюзан — писательница.